# Фахрутдинов, Анвар Нуртдинович
Адольф (Анвар) Нуртдинович Фахрутдинов (13 февраля 1928, Пермь — 2 апреля 1987, Уфа) — советский танцовщик, балетмейстер, педагог. Заслуженный артист РСФСР (1969), заслуженный артист БАССР (1953), народный артист БАССР (1959).

## Биография
Родился 13 февраля 1928 года в Перми (район Мотовилиха) в татарской семье. Отец — Нуртдин Фахрутдинович Фахрутдинов (1887—1976) с 1903 года работал на Пермских пушечных заводах. Мать — Фанза Гильфановна Батыршина (1898—1937), домохозяйка. В 1935 году семья перебралась в Дюртюли, в Башкирию.
В 1946 году поступил танцовщиком в Башкирский государственный ансамбль народного танца (по приглашению Ф. А. Гаскарова), в 1965—1970 был репетитором, в 1975—1979 — художественным руководителем ансамбля.
В 1980—1985 годах был организатором детских хореографических ансамблей в Дюртюлях, Ишимбае, Кумертау. В 1986—1987 годах преподавал в хореографическом училище.
Умер 2 апреля 1989 года в Уфе.

## Отзывы
По мнению Нагаевой Л. И., был одним из самых ярких танцовщиков ансамбля, обладал лёгким прыжком, пластичной выразительностью, ярким темпераментом, актёрским обаянием, проявившимися в танцах «Три брата» (младший брат), «Северные амуры» (барабанщик), «Влюблённые строители» (пожарник), создал запоминающийся образ ловкого, обходительного джигита в танцах «Подарок», «Апипа», «Проказницы» и др.

## Награды и почётные звания
- 1953 — золотая медаль международного фестиваля молодёжи и студентов в Бухаресте.
- 1953 — заслуженный артист БАССР.
- 1955 — орден «Знак Почёта».
- 1955 — орден Труда 1-й степени (Вьетнам).
- 1957 — золотая медаль международного фестиваля молодёжи и студентов в Москве.
- 1959 — серебряная медаль международного фестиваля молодёжи и студентов в Вене.
- 1959 — народный артист БАССР.
- 1960 — лауреат Всероссийского конкурса артистов эстрады в Москве.
- 1969 — заслуженный артист РСФСР.

## Память
20 декабря 2016 года на доме в Уфе, где проживал Анвар Нуртдинович, была установлена мемориальная доска.